# Dismal Swamp Land Company
La Dismal Swamp Land Company fut créée en 1763 par le futur président américain George Washington, qui procéda au drainage et la coupe de bois de construction de la partie du secteur située dans les marais, en Caroline du Nord, non loin de la frontière avec la Virginie.
Il s'agissait aussi d'un investissement spéculatif destinée à enrichir ses propriétaires, dans le sillage d'autres sociétés immobilières créées à la même époque pour valoriser les terres vierges aux États-Unis, au même titre que la Transylvania Company, qui finança les expéditions de Daniel Boone ou la Holland Land Company, fondée en 1791 et cotée à la Bourse d'Amsterdam, et surtout la Virginia Yazoo Company et la South Carolina Yazoo Company, fondées en 1794 sous la présidence de George Washington, dans ce qui a été décrit par les historiens comme le scandale de Yazoo Land.
La Dismal Swamp Land Company a profité aussi de l'intérêt des financiers de l'époque pour les travaux de canalisation, qui avait déclenché à la Bourse de Londres la canalmania. Un fossé de huit kilomètres sur le côté ouest du refuge actuel porte toujours son nom. En 1805, le canal de Dismal Swamp a commencé à servir de route commerciale pour le bois de construction sortant du marais. Le Parc d'État de Dismal Swamp est un parc d'État de Caroline du Nord dans le comté de Camden aux États-Unis, ouvert au public depuis 2008.